# NGC 896
NGC 896 is een emissienevel in het sterrenbeeld Cassiopeia. Het hemelobject werd op 3 november 1787 ontdekt door de Duits-Britse astronoom William Herschel. NGC 896 maakt, samen met de nabijgelegen nevel IC 1795, deel uit van de Hartnevel (IC 1805), en kreeg de bijnaam Vissekopnevel (Fish head nebula). Het nevelcomplex NGC 896/IC 1795 vormt tevens de kop van de Rennende hond nevel (Running dog nebula).
Gart Westerhout ontdekte in 1958 met de Dwingeloo Radiotelescoop de radiobron Westerhout 3 (W 3) die geassocieerd is met NGC 896.